# Otostigmus sulcipes
Otostigmus sulcipes är en mångfotingart som beskrevs av Karl Wilhelm Verhoeff 1937. Otostigmus sulcipes ingår i släktet Otostigmus och familjen Scolopendridae. Inga underarter finns listade i Catalogue of Life.